# Caravan Kidd
Caravan Kidd (キャラバン キッド, Kyaraban Kiido) é um mangá shōnen de ficção científica produzido por Johji Manabe.

## História
Wataru e seu parceiro Babo, dois comerciantes do mercado negro sem moral nenhuma, se envolvem numa luta entre o Império de Helgebard e a garota misteriosa Mian Toris. Para recompensar Wataru por ter salvo sua vida, Mian coloca coleiras nos dois e declaram-nos seus animais de estimação. Enquanto ela arrasta Wataru e Babo por todo o continente, eles descobrem que o destino de Mian é uma confronto com Shion, a imperatriz de Helgebard, em Kyuraweil Keep.

## Personagens
Wataru
Um comerciante do mercado negro e parceiro de Babo que se envolveu no plano de Mian para destruir o Império de Helgebard.
Mian Toris
Uma jovem cuja espada pode destruir até tanques blindados. Na realidade, ela é uma infratora.
Babo
Um negociante de Akogi sem moral alguma, motivado apenas para ganhar mais saúde.
Imperatriz Shion
A comandante suprema de Helgebard; ela governa com punhos de ferro, mas seu destino é inseparável do de Mian.